# Władysław Szott
Władysław Szott – poseł do Sejmu Krajowego Galicji III kadencji (1870–1876), włościanin z Lackiej Woli.
Wybrany w IV kurii obwodu Przemyśl, z okręgu wyborczego nr 18 Mościska-Sądowa Wisznia.